# 1279

## Události
- Kublaj dobývá část Východní Evropy (dnešní Moldavsko, Ukrajinu) a předuralskou část Ruska. Mongolská říše pokrývá 33 mil. km²
- leden – první písemná zpráva o Moravské Ostravě
- 4. únor – v noci je malý Václav II. společně s matkou, královnou vdovou Kunhutou, a zřejmě i chůvou Eliškou převezen na hrad Bezděz
- 19. března – v Číně smrtí císaře Sung Binga v bitvě proti Kublaj-chánovi končí panování dynastie Sung a nastupuje počátek vlády dynastie Jüan
- 13. duben – nejstarší písemná zmínka o Sokolově
- listopad – Václav II. odvezen do Žitavy
- prosinec – na Vánoce je Václav II. v Berlíně
- První písemná zmínka o Mnichově Hradišti

## Narození
- (možná i 1278) – lucemburský vévoda Jindřich VII., otec pozdějšího českého krále Jana Lucemburského († 1313)
- ? – Ludvík I. Bourbonský, hrabě z Clermont-en-Beauvaisis a z La Marche a první vévoda bourbonský († 22. ledna 1341)

## Úmrtí
- 16. února – Alfons III., portugalský král (* 1210)
- 22. července – Filip Salcburský (nebo Sponheimský), probošt vyšehradský, patriarcha akvilejský, arcibiskup salcburský a jen titulárně korutanský vévoda (* asi 1220)
- 24. října – Walram IV. Limburský, limburský vévoda (* 1220)
- 7. prosince – Boleslav V. Stydlivý, malopolský král (* 1226, v jeho osobě vymřela malopolská linie Piastovců po meči)

## Hlava státu
- České království – Václav II.
- Svatá říše římská – Rudolf I. Habsburský – Alfons X. Kastilský
- Papež – Mikuláš III.
- Anglické království – Eduard I.
- Francouzské království – Filip III.
- Polské knížectví – Boleslav V. Stydlivý – Lešek II. Černý
- Uherské království – Ladislav IV. Kumán
- Kastilské království – Alfons X. Moudrý
- Portugalské království – Alfons III. / Dinis I.
- Kastilie – Alfons X. Kastilský
- Aragonie – Petr III. Aragonský
- Byzantská říše – Michael VIII. Palaiologos
- Norsko – Magnus VI.
- Dánsko – Erik V. Klipping
- Švédsko – Magnus I. Birgersson
- Moskevské knížectví – Daniil Alexandrovič